# The Fox and the Grapes
The Fox and the Grapes est un cartoon de la série The Fox and the Crow, réalisé par Frank Tashlin et sorti en 1941.